# Silvano Zorzi
Silvano Zorzi (* 2. Juli 1921 in Padua; † 13. März 1994 in Mailand) war ein italienischer Bauingenieur und bedeutender Brückenbauer, der durch zahlreiche Viadukte im Zuge des Baus der ersten italienischen Autobahnen bekannt wurde.

## Leben
Silvano Zorzi wurde in Padua geboren, zog aber bald mit seinen Eltern nach Treviso, wo er 1939 das Gymnasium absolvierte. Anschließend studierte er Ingenieurwesen in Padua.
1943 konnte er nach dem Waffenstillstand von Cassibile an der École d’ingénieurs de l’Université de Lausanne, der heutigen École polytechnique fédérale de Lausanne studieren, die er 1945 als Bauingenieur verließ. Im gleichen Jahr erhielt er an der Universität Padua einen Abschluss als Wasserbauingenieur.
Im folgenden Jahr arbeitete er mit dem Centro studi sugli stati di coazione elastici del CNR an der Universität Turin über Fragen des Spannbetons. Zwischen 1947 und 1950 war er in zwei Ingenieurbüros mit Entwurfsarbeiten befasst.
1950 eröffnete er sein eigenes Büro für Stahlbeton- und Spannbetonkonstruktionen, aus dem 1961 das Ingenieurbüro IN.CO hervorging.
1962 wurde er Mitglied der Fédération Internationale de la Précontrainte (fip) und in den folgenden Jahren in verschiedenen italienischen und internationalen Fachverbänden aktiv.
1978 erhielt er die fip-Medaille als Anerkennung seiner Tätigkeit als Konstrukteur.
Silvano Zorzi starb 1994 in Mailand.

## Bauwerke (Auswahl)
- Autobahnbrücke der Autostrada del Sole über den Po bei Piacenza (1957–1958)
- Arno-Brücke (1962–1963) der Autostrada del Sole in Incisa in Val d’Arno
- Nervi-Viadukt (1967), Nervi (Genua), Autostrada Azzurra
- Sori-Viadukt (1967), Sori (Ligurien), Autostrada Azzurra
- Viadotto Borghetto (1967–1969), Bordighera, Autostrada dei Fiori
- Viadotto Sasso (1967–1969), bei Bordighera, Autostrada dei Fiori
- Viadotto San Lorenzo (1967–1969), San Lorenzo al Mare, Autostrada dei Fiori
- Ponte di Pinzano (1968–1969) bei Pinzano al Tagliamento
- Viadotto Sfalassà (1968–1972), Bagnara Calabra
- Ponte Pietro Nenni (1969–1972), Rom
- Gorsexio-Viadukt (1972–1978), bei Mele nahe Genua
- Viadotto Platano (1978), im Zuge des Raccordo autostradale 5